# Tillandsia truxillana
Tillandsia truxillana är en gräsväxtart som beskrevs av Lyman Bradford Smith. Tillandsia truxillana ingår i släktet Tillandsia och familjen Bromeliaceae. Inga underarter finns listade i Catalogue of Life.